# Renato Steffen
Renato Steffen (Aarau, 3 de novembro de 1991) é um futebolista suíço que atua como ponta-direita. Atualmente, joga pelo Lugano.

## Carreira
Jogou nas categorias de base de um clube local, o FC Erlinsbach. Ele jogou três anos nas categoria de  Sub-14 e sub-16 do Aarau. Ele, em seguida, foi transferido para SC Schöftland e jogou mais quatro anos.

### Solothurn e Thun
Jogado de futebol amador em 1. Liga Clássico para o FC Solothurn. Depois de uma temporada, ele foi transferido para o FC Thun , em julho de 2012 e fez sua estreia como profissional, em setembro de 2012, no jogo contra o Servette FC. Ele marcou 4 gols em 19 jogos para Thun em 2012-13 Swiss Super League nessa temporada.

### Young Boys
No final da temporada, foi vendido por €500.000 para Young Boys. Aqui, ele assinou um contrato de quatro anos, no clube de Berna.

### FC Basel
Durante a temporada de 2015-16 da Super Liga na janela de inverno, no dia 12 de janeiro, o FC Basel anunciou que Steffan tinha assinado um contrato com eles. Steffan disputou sua primeira partida na equipe de Basileia, no dia 7 de fevereiro, entrando como suplente em 74 minutos, no jogo em casa contra o Luzern. Ele marcou seu primeiro gol pelo seu novo clube, que correspondem a 85 minutos e Basel venceu o jogo por 3-0. Sob treinador Urs Fischer Steffan ganhou o Swiss Super League, campeonato no final da temporada. Para o clube, ele foi o sétimo título consecutivo e o seu 19º título do campeonato no total.

## Carreira internacional
Steffan jogou duas vezes para a Suíça.

## Conquistas
FC Basel
- Swiss Super League: 2015-16